# 天津比租界工部局

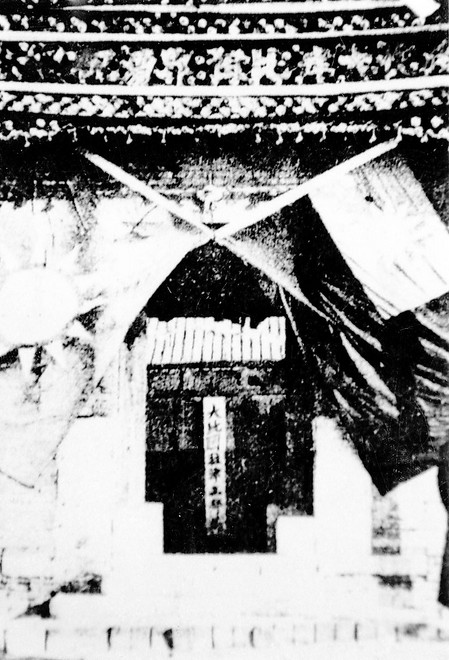
1929年8月31日，大比国驻津工部局门口搭起上书“天津比租界交接”的庆祝牌楼，门外交叉悬挂着中华民国国旗和中国国民党党旗

天津比租界工部局又称大比国驻津工部局，是设置于天津比租界内的最高行政机构，也是天津比租界董事会的执行机构，总部设在天津比租界（今河东区六纬路175号）为一座四合院式建筑，是原天津比租界内目前发现的唯一市政公共建筑。

## 形成
天津比租界成立之初，租界地由比利时驻天津的领事馆直接管辖，后来，随着天津比租界里的侨民逐渐增多，租界里的行政管理权逐渐移交给比利时本国的侨民，天津比租界便建立起了自己的行政机构。

## 董事会
天津比租界建立之初，比利时政府将租界的经营权转让给比国银公司，仅保留治理权，因此，当时天津比租界又称为“股票租界”。后来，比利时在天津侨民组织了天津比租界临时董事会，该董事会由比利时驻天津领事担任董事长，受比利时驻中国公使直接监督并受比利时外交部的间接监督。天津比租界临时董事会由比利时政府任命的侨居天津的四位比利时人组成，并另派四名助理帮助董事工作，当天津比租界临时董事会成为正式机构后，这四名助理便成为天津比租界董事会的副董事。天津比租界董事会第一任董事长为嘎德斯，第二任董事长为王格森，第三任董事长为斯爱尔。之后，华比银行负责人罗伯特和德福斯，天津电车电灯股份有限公司总经理马洒，比商仪品放款公司经理欧爱叶，比商良济药房经理马丁，开滦矿务局总工程师窦根，耀华玻璃公司经理那森等先后担任天津比租界董事会董事。此外，担任天津比租界董事会董事必须具备一些条件：该人必须是侨居天津但不限定居住在天津比租界，该人必须具有比利时国籍，该人应当熟悉中国情况，该人必须拥有白银2万两以上的资产。

## 执行机构
天津比租界工部局隶属于天津比租界工部局董事会并接受比利时驻天津领事领导，天津比租界工部局下设三个处室，分别为：警务处、捐务处和工程处，这三个处的负责人由比利时驻天津领事馆的工作人员兼任并且每个处室并设有一名华人翻译官。天津比租界工部局实际上为比利时驻天津领事的下属的市政管理部门。

## 结束

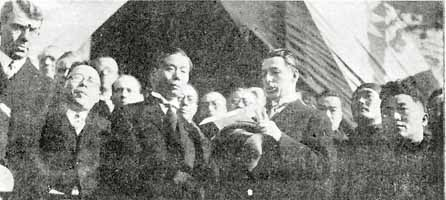
1931年3月，南京国民政府外交部次长凌冰等五人与比利时驻华公使葛来姆男爵在大比国驻津工部局门前举行交接典礼

由于天津比租界面临财政危机，1927年1月17日，比利时驻华公使洛恩宣布天津特别行政区，比利时愿意将天津比租界交还中国，以示友好。1929年8月31日，中比两国签订了交还天津比租界的约章，规定该租界的行政管理权，以及所有租界公产，移交中国政府，而天津比租界工部局所负的9万3千两白银由中国政府偿还。1931年1月15日，正式举行交接典礼，天津比租界改为天津特别行政区第四区。天津比租界工部局宣告结束，天津特别行政区第四区所署衙就设在天津比租界工部局的旧址。

## 内部链接
- 工部局
- 天津比租界
- 天津英租界工部局
- 天津法租界工部局